# San Felipe (Guanajuato)
San Felipe (Guanajuato) é um município do estado de Guanajuato, no México. Limita ao oeste com o município de Ocampo, ao sul com os municípios de León e Guanajuato, ao sudeste com o município de Dolores Hidalgo, e ao leste com o município de San Diego de la Unión. Limita ao oeste com o estado de Jalisco e ao norte com o estado de San Luis Potosí.